# Zofia Szeptycka

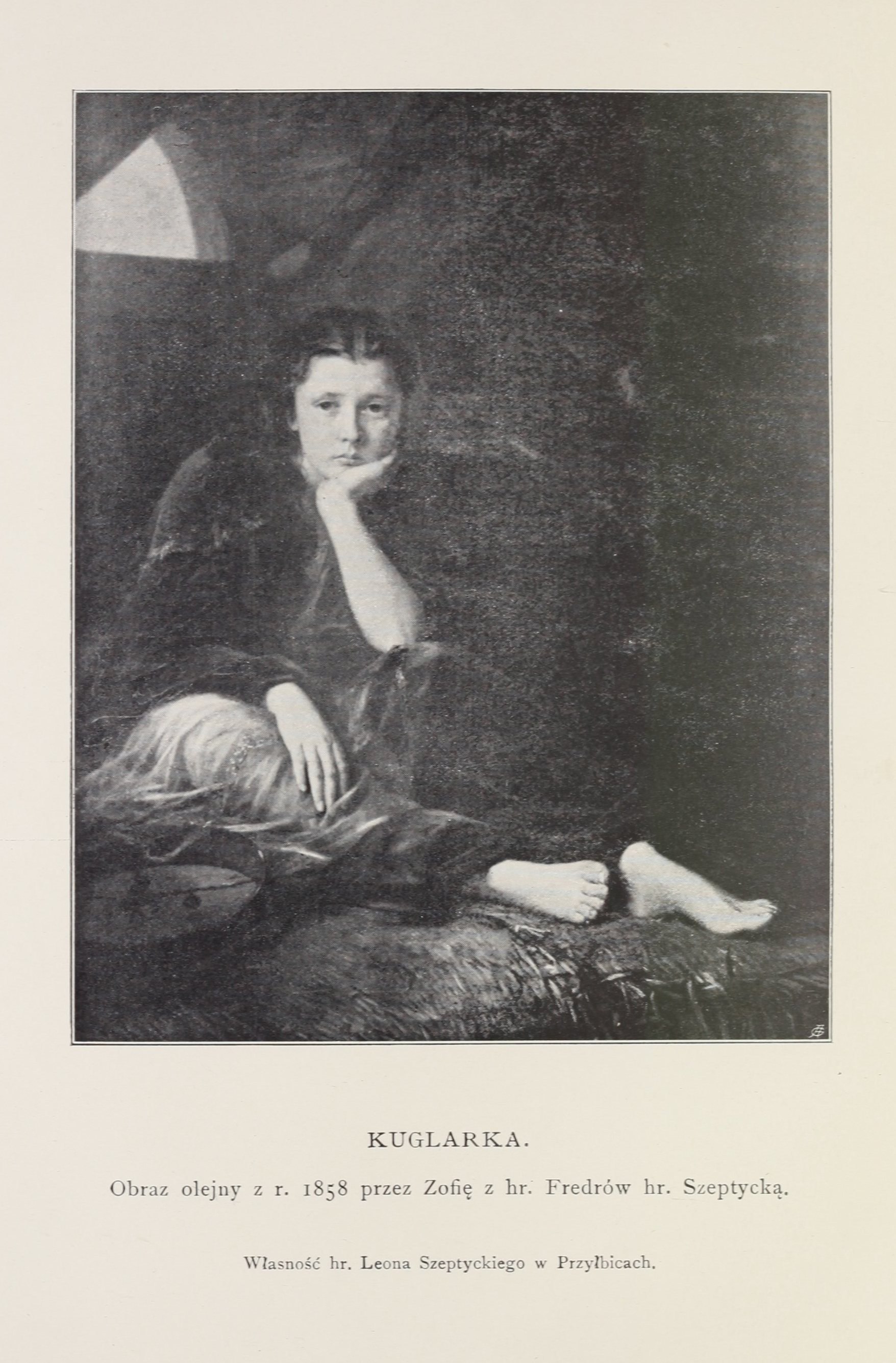
ilustração

Sofia Ludvika Cecila Constancia Sheptytska (em polonês/polaco:  Zofia Ludwika Cecyla Konstancja Szeptycka, 27 de maio de 1837, Lviv, Império Austríaco, Confederação Alemã - 17 de abril de 1904, Prylbychi (agora Yavoriv Raion Oblast de Lviv, Ucrânia)), foi uma condessa, poetisa e pintora polaca. A mãe de Andrey Sheptytsky, OSBM, o Arcebispo Metropolitano da Igreja Católica Grega Ucraniana (1900–1944), e do Bem-aventurado Hieromártir Klymentiy Sheptytskyi, MSU, um arquimandrita da Ordem dos monges Studite da Igreja Católica Grega Ucraniana.

## Obra
Sofia Sheptytskaya é autora de várias histórias e ensaios escritos como o seu diário de família. Em 1900-1903, ela publicou o livro "Memórias dos anos anteriores". Em 1904, após a sua morte, os jornais "Gazeta Narodowa" e o "Przegląd Polski" de Cracóvia publicaram pela primeira vez histórias separadas de Sheptsytskaya. Ela escreveu memórias sobre os anos de juventude de Andrey Sheptytsky. A coleção de dois volumes das "Cartas" de Sofia Sheptytskaya foi publicada em Cracóvia em 1906-1907.

## Literatura
- Barbara Lasocka: Aleksander Fredro. Drogi życia, Oficyna Wydawnicza Errata, Warszawa 2001,ISBN 83-913140-4-9.
- Zbigniew Kuchowicz: Al. Fredro we fraku iw szlafroku. Osobowość i życie prywatne - Łódź: KAW, 1989.
- Zofia Szeptycka: Młodość i powołanie ojca Romana Andrzeja Szeptyckiego zakonu św. Bazylego Wielkiego, oprac. Bogdan Zakrzewski, Wrocław: Towarzystwo Przyjaciół Polonistyki Wrocł., 1993.
- Zofia Szeptycka: Wspomnienia z lat ubiegłych, przyg. do druku, wstępem i przypisami opatrzył B. Zakrzewski, Wrocław: Zakł. Nar. Eu estou. Ossolińskich, 1967.